# Adam Dominikowski
Adam Dominikowski (ur. 24 sierpnia 1902 w Pieńkach Choceńskich, zm. ?) – polski inżynier rolnictwa, poseł na Sejm PRL III kadencji.

## Życiorys
Syn Rocha. Uzyskał wykształcenie wyższe, uzyskał tytuł zawodowy inżyniera rolnictwa. Został kierownikiem państwowego gospodarstwa rolnego w Rykałach. Wstąpił do Zjednoczonego Stronnictwa Ludowego. W 1961 został posłem na Sejm PRL z okręgu Radom, w parlamencie zasiadał w Komisji Rolnictwa i Przemysłu Spożywczego.
Został odznaczony Medalem 10-lecia Polski Ludowej (1954).